# Zygophlebia eminens
Zygophlebia eminens là một loài dương xỉ trong họ Polypodiaceae. Loài này được C.V. Morton L.E. Bishop mô tả khoa học đầu tiên năm 1989.